# Closer (체인스모커스의 노래)
"Closer'"는 미국의 일렉트로닉 듀오 체인스모커스 노래로, 미국의 가수 할시가 피처링을 하였다. 2016년 7월 29일 디스럽터 레코드와 컬럼비아 레코드를 통해 발매되었다.